# قوم آینو (ژاپن)

مهاجرت انسان از آفریقا

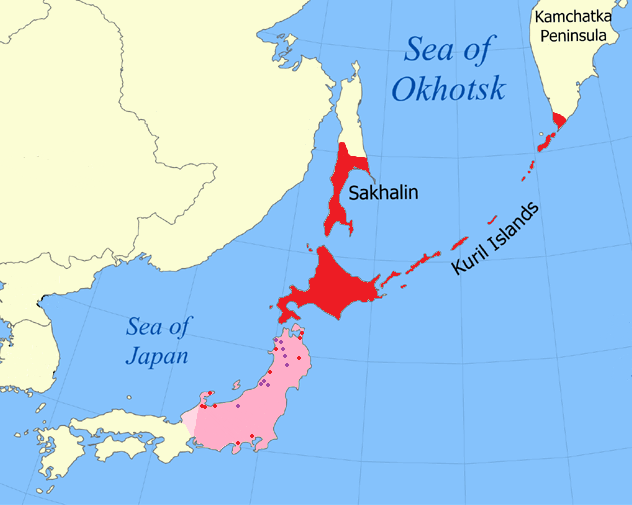
گسترهٔ تاریخی قوم آینو

مردم آینو (به ژاپنی: アイヌ) قوم بومی جزیرهٔ بزرگ هوکایدو در شمال ژاپن و در جزایر کوریل، ساخالین و شبه‌جزیرهٔ کامچاتکا هستند. به احتمال زیاد امروزه بیش از ۱۵۰ هزار آینو باقی مانده‌است. البته آمار واقعی در دست نیست زیرا بسیاری از والدین برای جلوگیری از تبعیض نژادی نسبت به فرزندانشان در ژاپن، هویت آینوی ایشان را (حتی از خودشان) پنهان می‌کنند.
واژهٔ آینو به معنای «انسان» است. امروزه آینوها نسبت به نام آینو دید ناخوشایندی دارند و برای نامیدن قوم خود واژهٔ «اوتاری» (به معنی رفیق در زبان آینو) را ترجیح می‌دهند. سرچشمهٔ تاریخی فرهنگ مردمان آینو ادغامی از فرهنگ‌های باستانی اوخاتسک و ساتسومون یکی از فرهنگ‌های باستانی ژاپن است.
زبان آینوها با ژاپنی هم‌ریشه نیست ولی دادوستدهای زیادی با آن داشته‌است. هم‌تباری زبان آینو با هیچ زبان دیگری ثابت نشده و بنابراین یکی از زبان‌های پیوندی به‌شمار می‌آید.
شواهد زبان‌شناختی و فرهنگی، در کنار ظاهر فیزیکی بخشی از جمعیت این کشور، احتمال چندگانه بودن خاستگاه مردم ژاپن و پیوند ژنتیکی با بومیان قارهٔ آمریکا را تقویت می‌کند. قوم آینو به انسان‌های دورهٔ جومون شباهت بسیار دارد و گروهی که بعدها از طریق کشورهای آسیایی، به ویژه کره و چین، وارد خشکی‌های ژاپن شدند و بخش عمدهٔ جمعیت این سرزمین را تشکیل می‌دهند، شبیه به نیاکان یایویی خود هستند.

## ریشهٔ نژاد مردمان آینو
یکی از افسانه‌های مردم آینو بیان می‌کند: «مردم آینو صدهزار سال قبل از فرزندان خورشید (لقب نژاد رایج مردمان ژاپنی) زندگی می‌کرده‌اند.»
مردمان آینو از نژادهای اصیل جزیرهٔ ژاپن هستند؛ و نسبت به نژاد یاماتو (نژاد رایج مردمان ژاپن) پوستی روشن‌تر و موی بیشتری را دارا هستند بسیاری از محققان اولیه نژاد مردمان آینو را زیررده‌ای از نژادهای قفقازی می‌دانستند که البته تحقیقات اخیر هرگونه ارتباط را با نژادهای مردمان مدرن اروپایی رد کرده‌است و مکان اصلی خوشهٔ ژنتیکی این مردمان را در شرق و شمال شرق آسیا قرار داده‌است.
تحقیقات نشان داده‌است که این مردمان تشابه ژنتیکی با قفقازی‌ها و اروپایی‌ها ندارند و بیشتر خاستگاهی از شمال شرق آسیا و مردمان مغولستان را دارا هستند. آزمایش ژنتیک آن‌ها بیشتر متعلق به هاپلوگروه D-M55 Y نشان داده‌است.
این شاخهٔ ژنتیکی بیشتر در مجمع‌الجزایر ژاپن مشاهده می‌شود و تنها مکان‌های خارج ژاپن که دارای این شاخه هستند تبت و جزایر آندامان در اقیانوس هند است. این مطالعات که توسط پروفسور تاجیما و همکارانش در سال ۲۰۰۴ انجام شده‌است نشان داده‌است که خوشهٔ ژنتیکی این مردمان دارای هاپلوگروه C-M217 است که این خوشه بیشتر در میان مردمان سیبری و مغولستان بیشتر دیده می‌شود.